# Preguntes i respostes sobre la vida i la mort de Francesc Layret, advocat dels obrers de Catalunya
Preguntes i respostes sobre la vida i la mort de Francesc Layret, advocat dels obrers de Catalunya és una obra de teatre de Maria Aurèlia Capmany i Xavier Romeu, publicada el 1971.

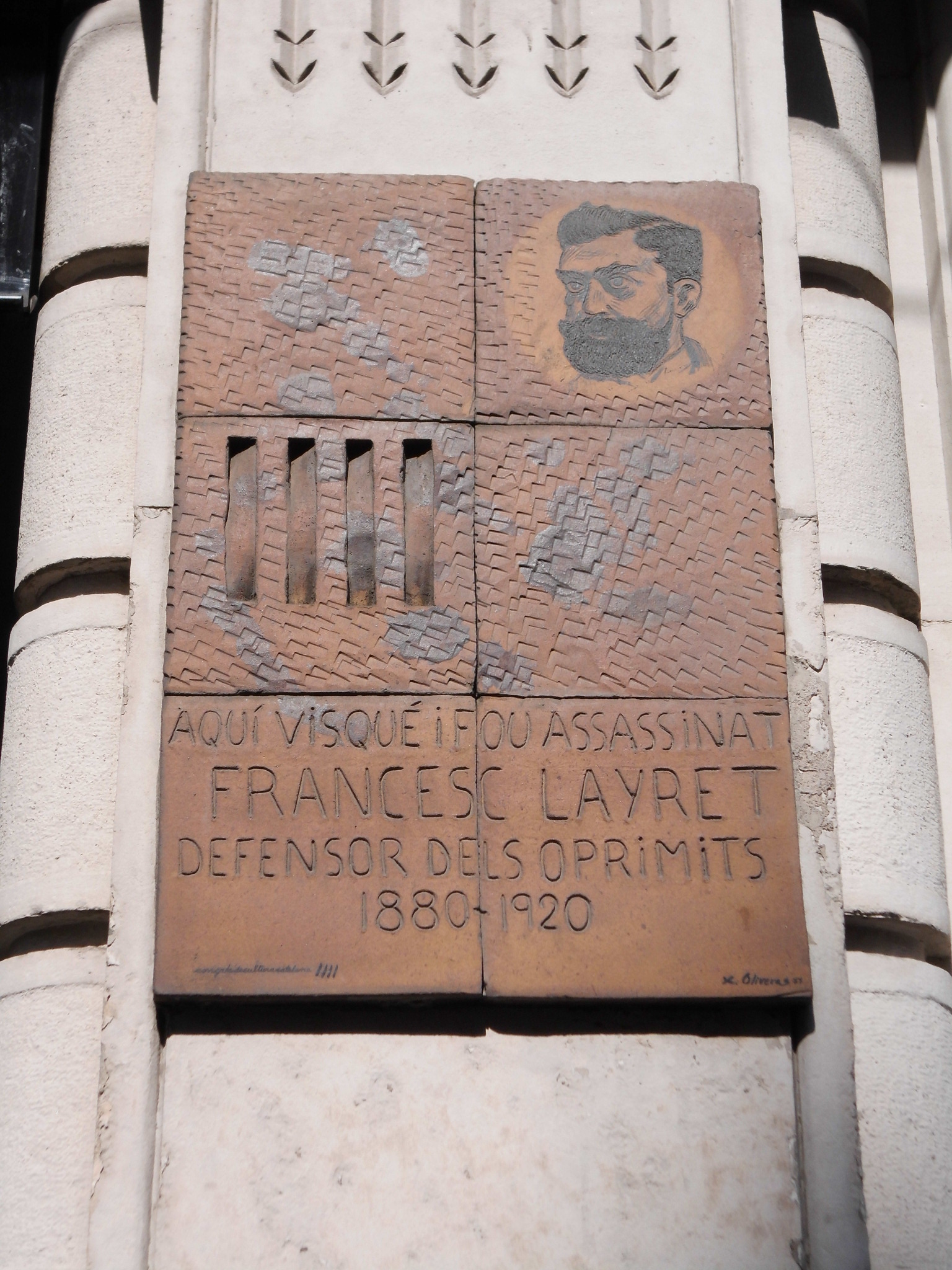

El muntatge, concebut com una producció de petit format, requeriria únicament vuit actors i una escenografia essencial (una taula i vuit cadires), cosa que permetia representar-lo en espais improvisats per esquivar la censura. Va ser estrenat de manera clandestina l’any 1970.